# 5412 Rou
5412 Rou è un asteroide della fascia principale. Scoperto nel 1973, presenta un'orbita caratterizzata da un semiasse maggiore pari a 2,4448712 UA e da un'eccentricità di 0,1883492, inclinata di 2,40847° rispetto all'eclittica.